# 龐清 (洪武進士)
龐清（？—？），山西沁州武鄉縣人，明朝政治人物，進士出身。

## 生平
洪武十七年（1384年）甲子科鄉試舉人，十八年（1385年）聯捷乙丑科進士，授監察御史，後升揚州府知府。